# Russula mustelina
Russula mustelina (Elias Magnus Fries, 1838), denumită în popor galbină, este o  specie de ciuperci comestibile din încrengătura Basidiomycota în familia Russulaceae și de genul Russula care coabitează, fiind un simbiont micoriza (formează micorize pe rădăcinile arborilor). Ea se poate găsi în România, Basarabia și Bucovina de Nord, crescând izolată sau în grupuri mai mici, prin păduri de conifere și mixte preferat sub molizi, dar și pe lângă alte rășinoase. Buretele apare destul de des, în special la munte, din (august) septembrie până în noiembrie.

## Descriere

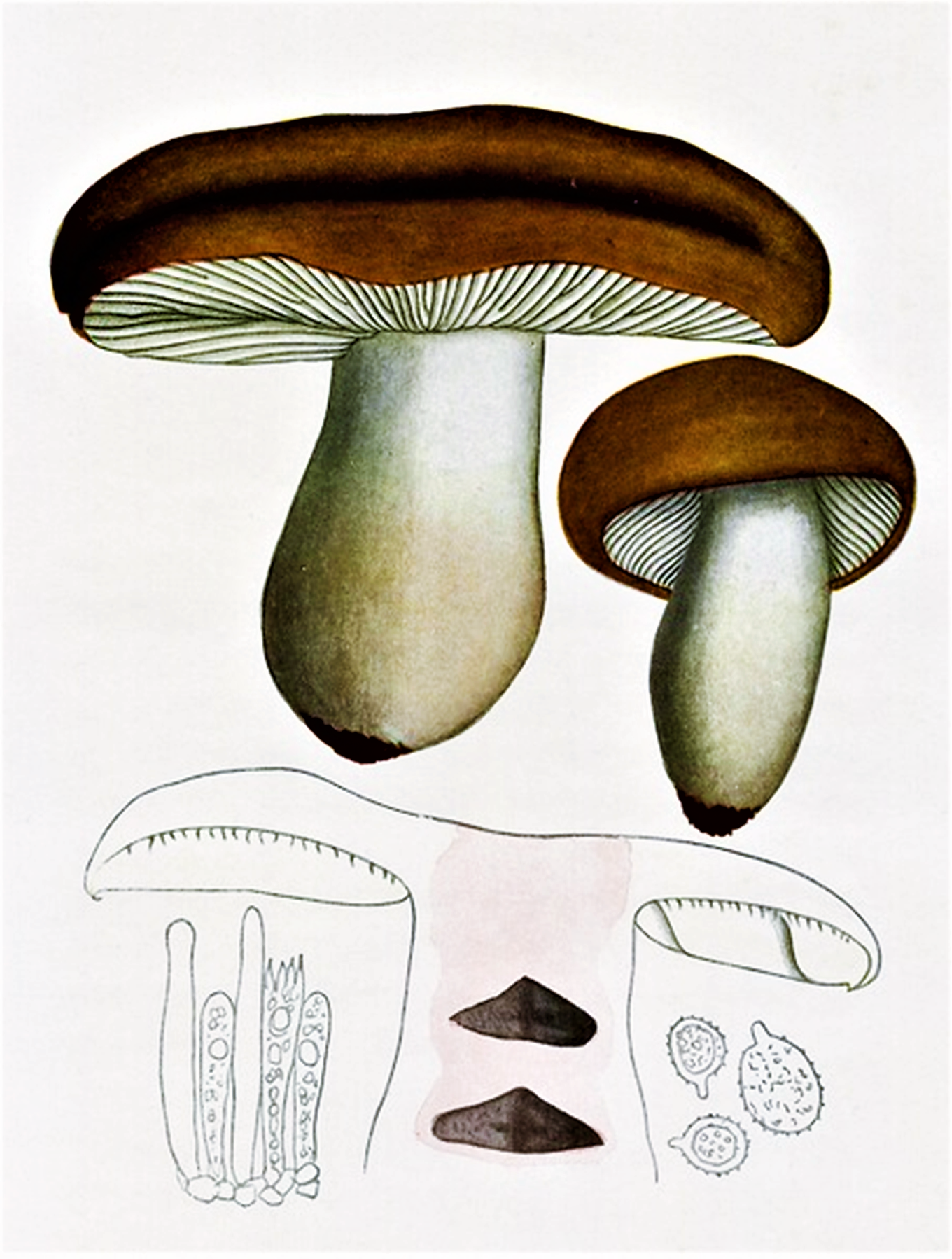
Bres.: Russula mustelina

- Pălăria: este cărnoasă, compactă, fin fibroasă, destul de mare pentru ciuperci plin dezvoltate cu un diametru de aproximativ 5-14 (17) cm, pentru timp lung semisferică cu marginea ascuțită și răsfrântă spre picior, apoi boltită, aplatizând la maturitate din ce în ce mai mult, la bătrânețe adesea cu aspect ondulat. Cuticula care nu poate fi cojită și nu este striată radial la periferie, este netedă, mată și uscată care se umflă la umezeală. Coloritul este ocru-brun până închis ocru-roșiatic, prezentând foarte des pete, ori mai deschise, ori mai închise ca substratul.
- Lamelele: stau inițial foarte înghesuite, mai târziu ceva mai îndepărtate, sunt destul de groase cu lameluțe intercalate, ușor rotunjit-bombate precum aderate la picior. Ele sunt pentru mult timp albe, la maturitate nu rar cu pete ocru-brune care schimbă în vârstă la cărămiziu.
- Piciorul: are o înălțime de 4-11 cm și o lățime de 1,5-4 cm, fiind inițial bulbos, apoi mai mult sau mai puțin cilindric, cărnos, compact, în tinerețe plin, la maturitate complet împăiat, căpătând alveole și devenind spongios. Coaja este ridată fin, acoperită de o brumă făinoasă, nu rar pufoasă, baza prezentând pe alocuri gropițe mici. Coloritul, pentru lung timp alb până gălbior și spre vârf adesea cu nuanțe roșiatice, devine la bătrânețe brun cu pete galben-maronii.
- Carnea: este densă și compactă, albă, dar tinde să îngălbenească după tăiere, devenind în sfârșit, după mai mult timp, chiar maronie. Suprafața cărnii sub cuticulă este de aceiași culoare cu ea. Are un miros imperceptibil și gust plăcut.[3][4][5]
- Caracteristici microscopice: are spori cu o mărime de 7–10,5 (11,5) × 5,7–7,7 (8) microni, elipsoidali, cu negi aproape crestați și de lungime diferită, pulberea lor fiind de culoare crem. Basidiile cu 4 spori în formă de măciucă lunguiață măsoară 50–70 × 9–10, sterigmele 9–12,5 microni.[6]
- Reacții chimice: Carnea și lamelele se colorează cu anilină repede galben de lămâie, devenind cu timpul albăstruie, cu fenol brun-roșiatice până la roșu de vin, cu naftolul α sub cuticulă foarte încet albastru, carnea cu sulfat de fier gri-roz, iar lamelele roșu de morcov și carnea precum coaja piciorului cu tinctură de Guaiacum albastru-verzuie.[7][8]

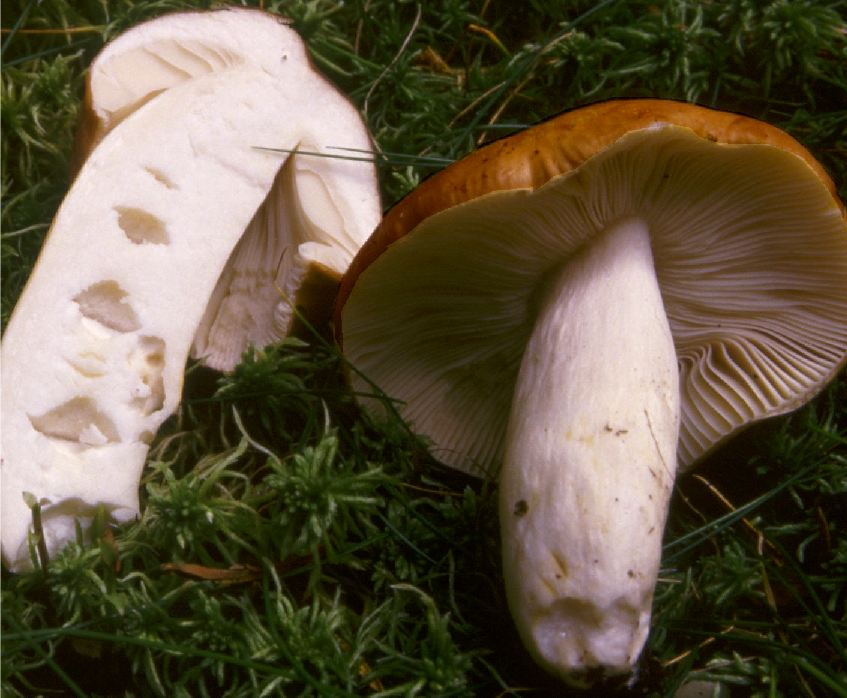
R. mustelina, secțiune longitudinală, lamele, picior
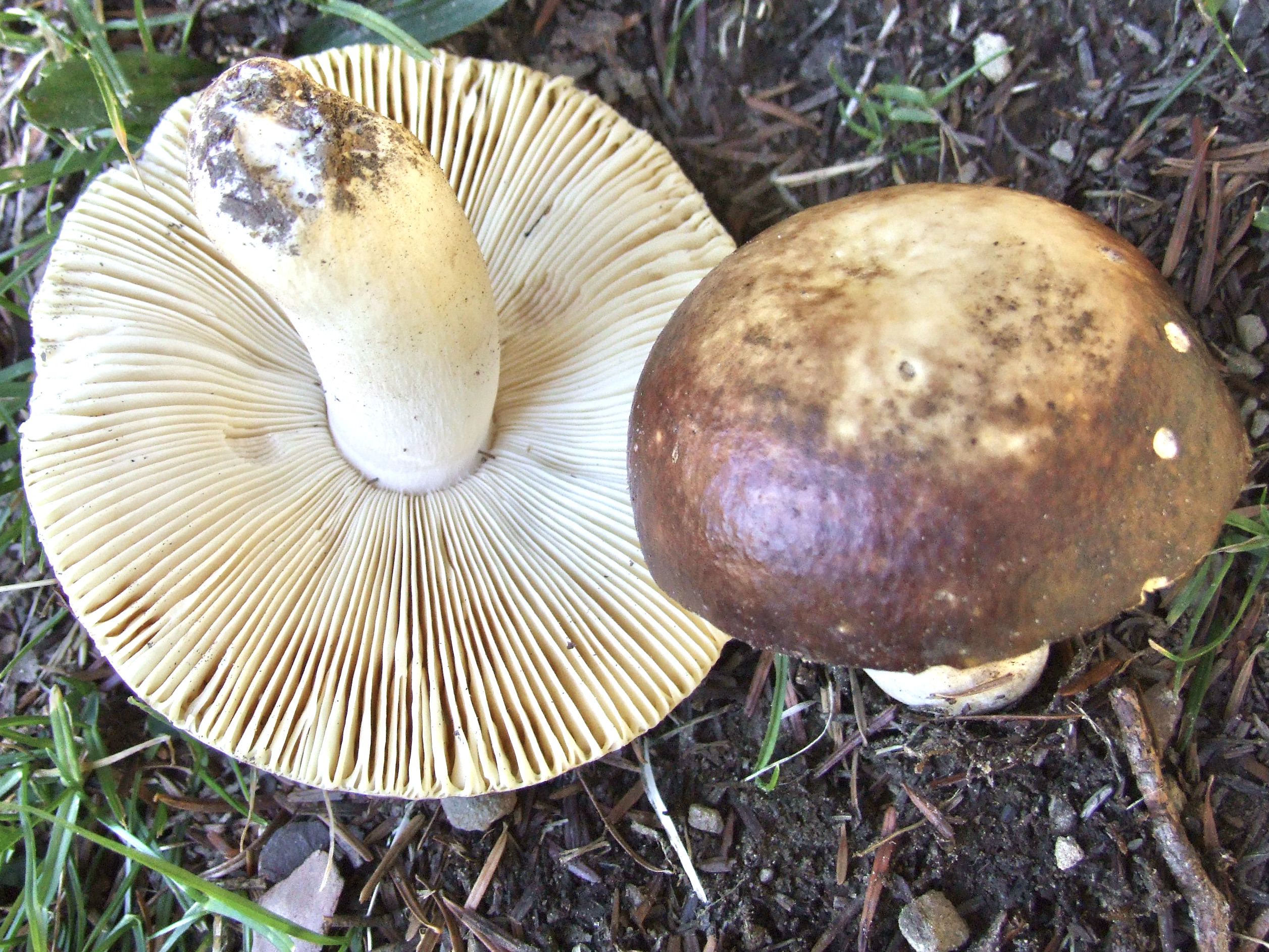
R. mustelina, lamele, picior și una tânără
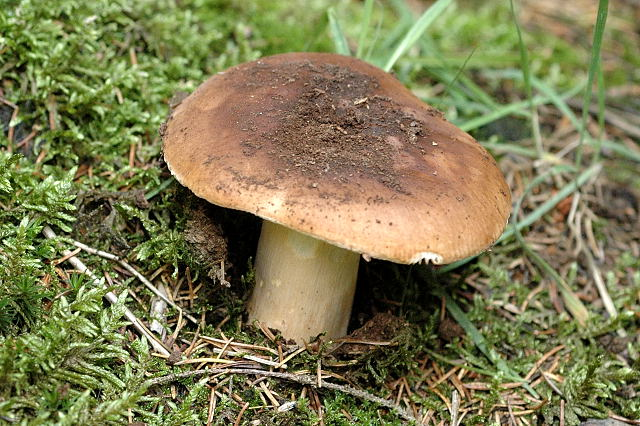
R. mustelina matură
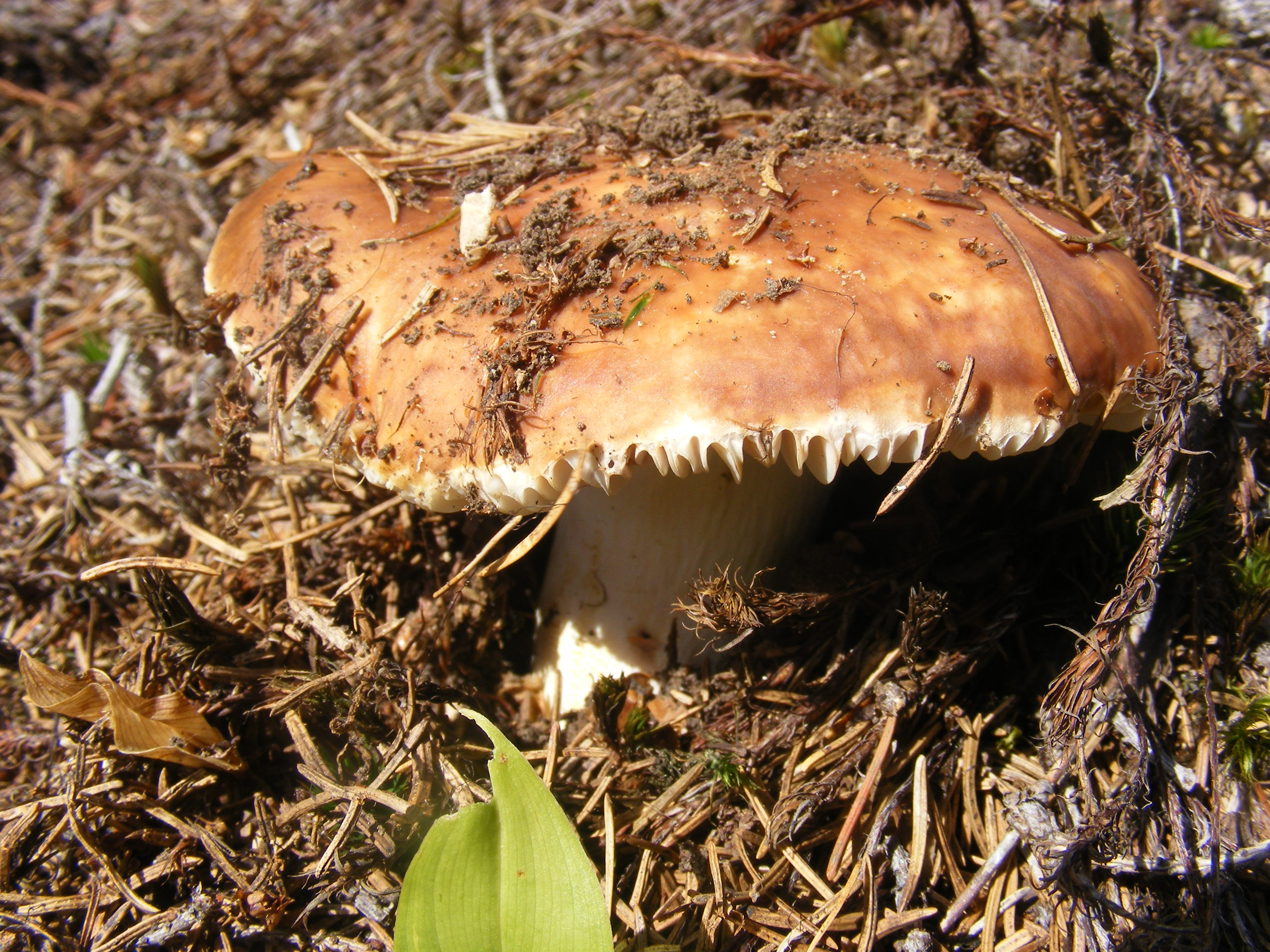
R.mustelina bătrână

## Confuzii
Galbina poate fi confundată cu alte soiuri ale genului, cum sunt de exemplu Russula amoena, Russula amoenicolor, Russula atropurpurea (comestibilă), Russula cyanoxantha  Russula grisea Russula heterophylla,Russula integra, Russula ionochlora, Russula nauseosa, Russula nigricans, Russula olivacea, Russula parazurea, Russula puellaris, Russula stenotricha, Russula versicolor (destul de iute, în primul rând lamelele tinere),  Russula violeipes, Russula virescens sau Russula xerampelina.

## Ciuperci asemănătoare

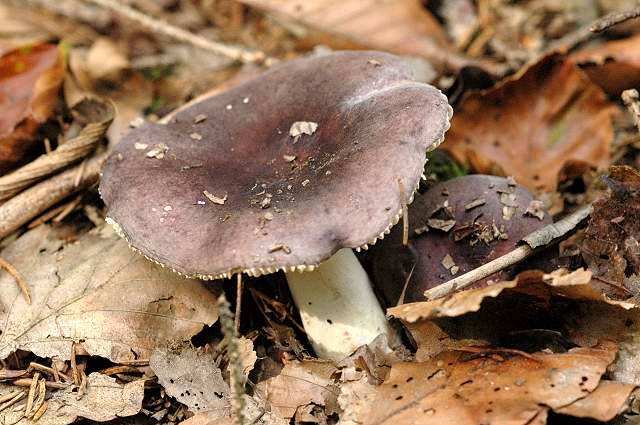
Russula.amoena
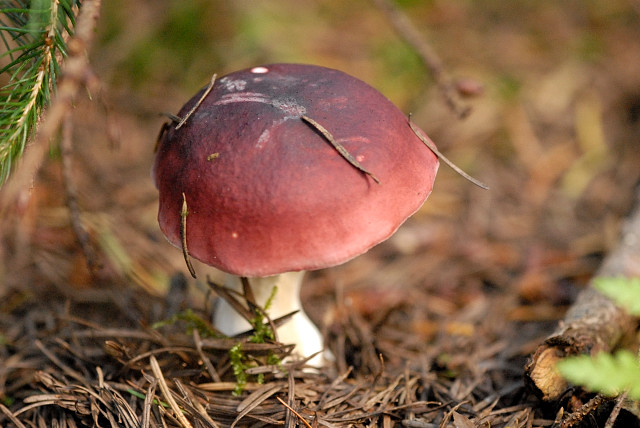
Russula atropurpurea
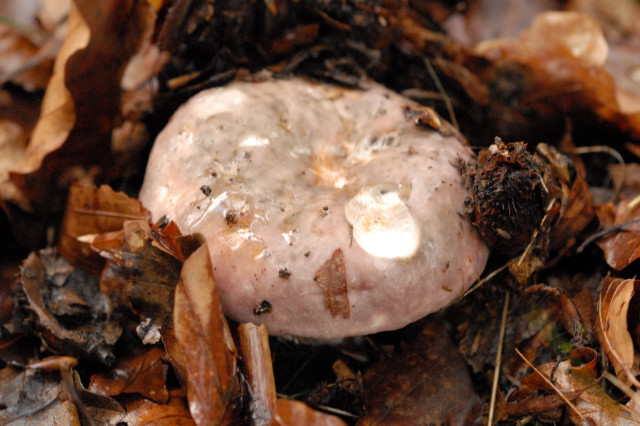
Russula cyanoxantha
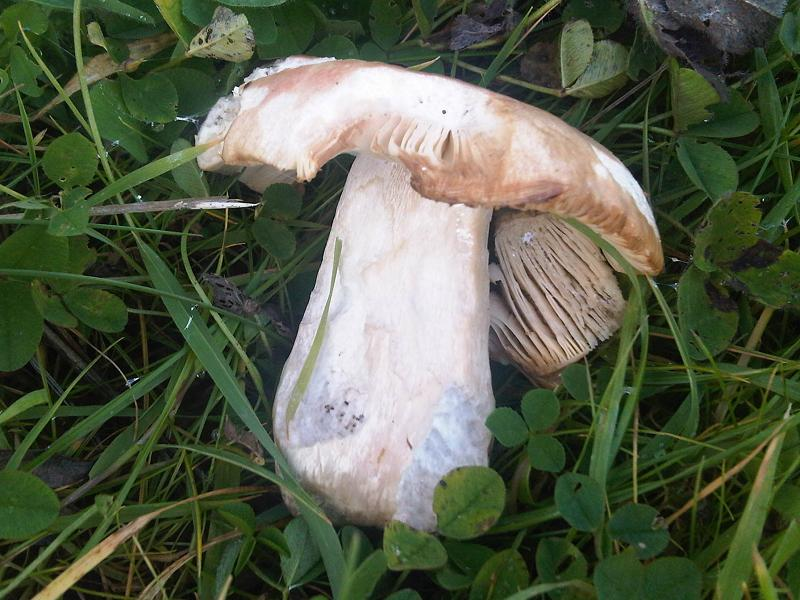
Russula grisea
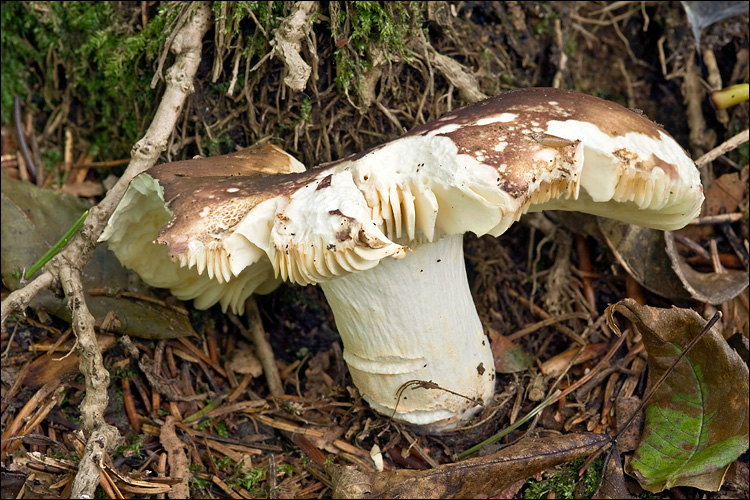
Russula integra
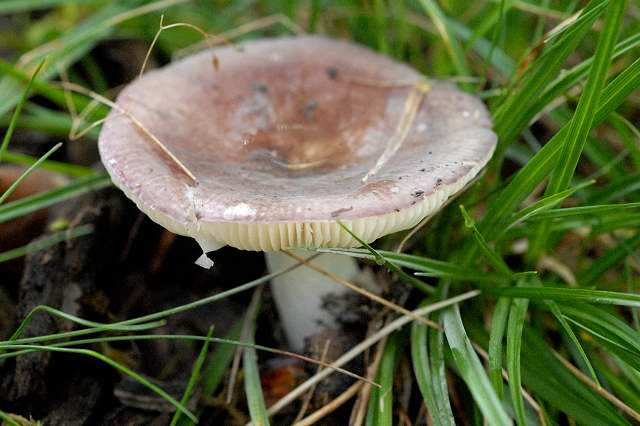
Russula.ionochlora
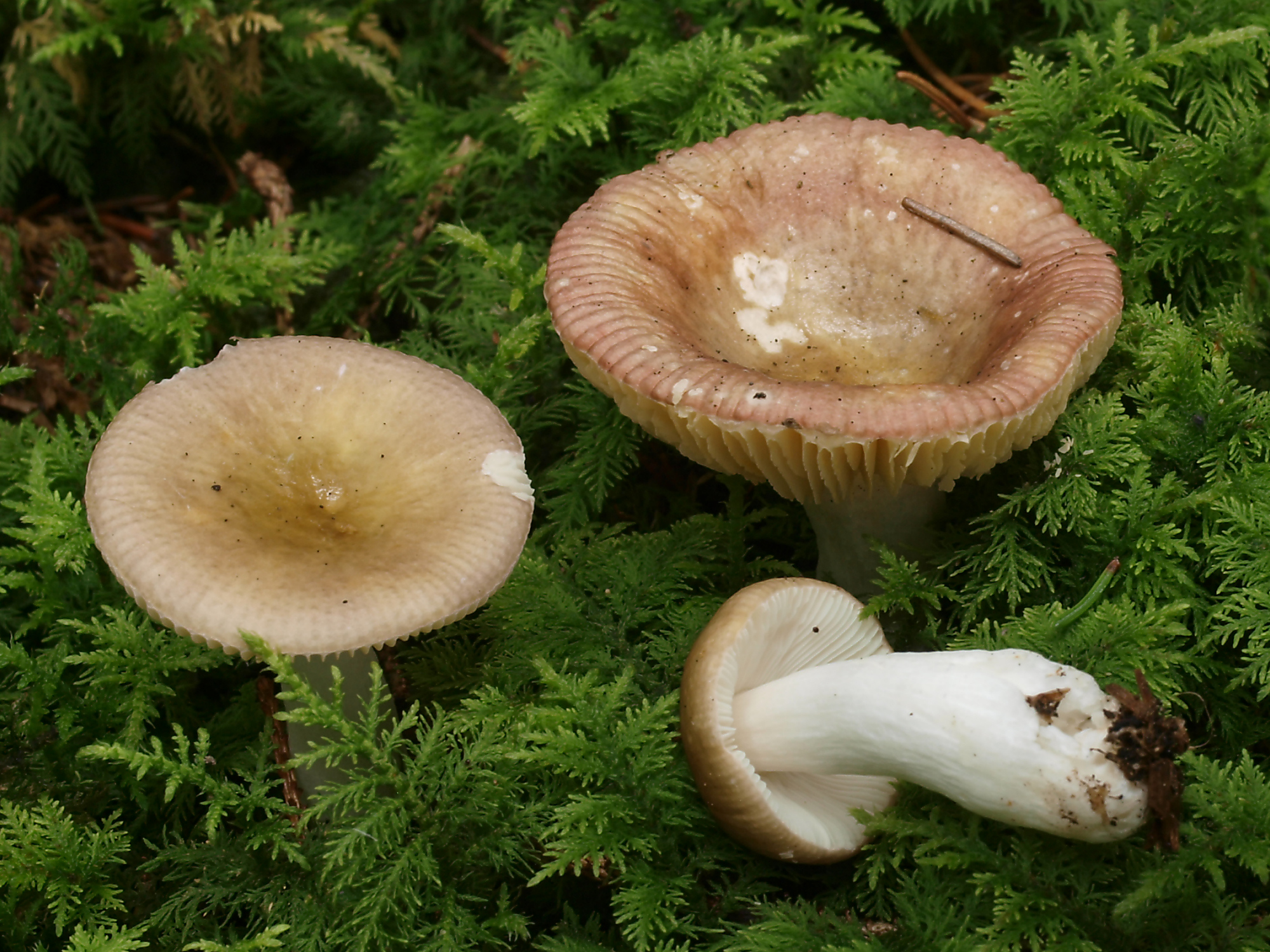
Russula nauseosa
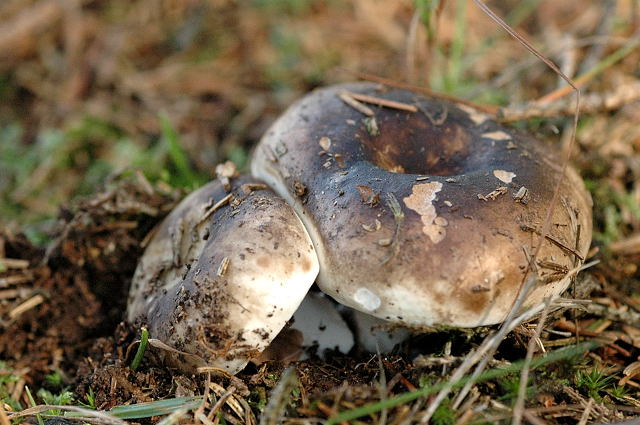
Russula.nigricans

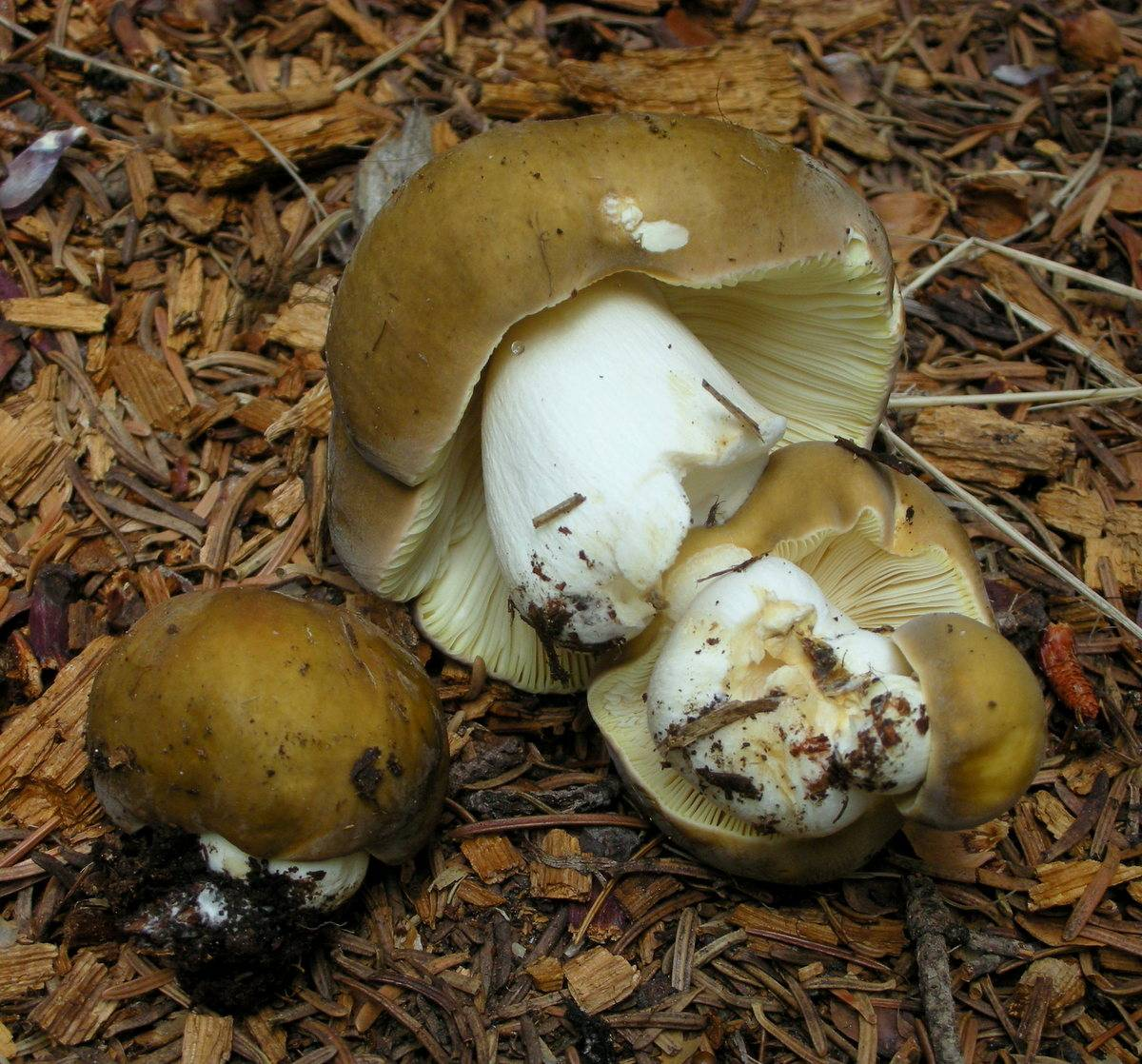
Russula olivacea
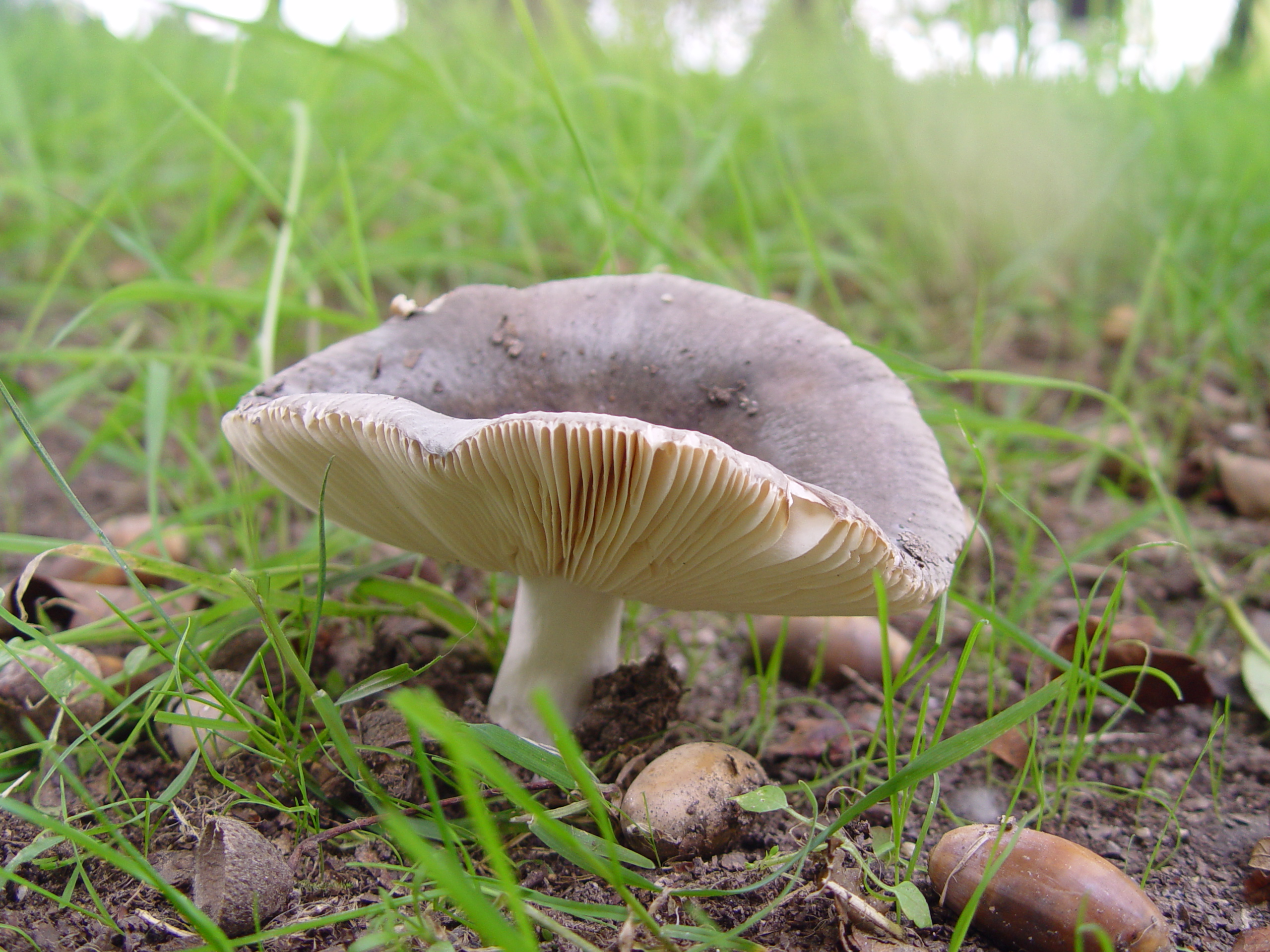
Russula parazurea
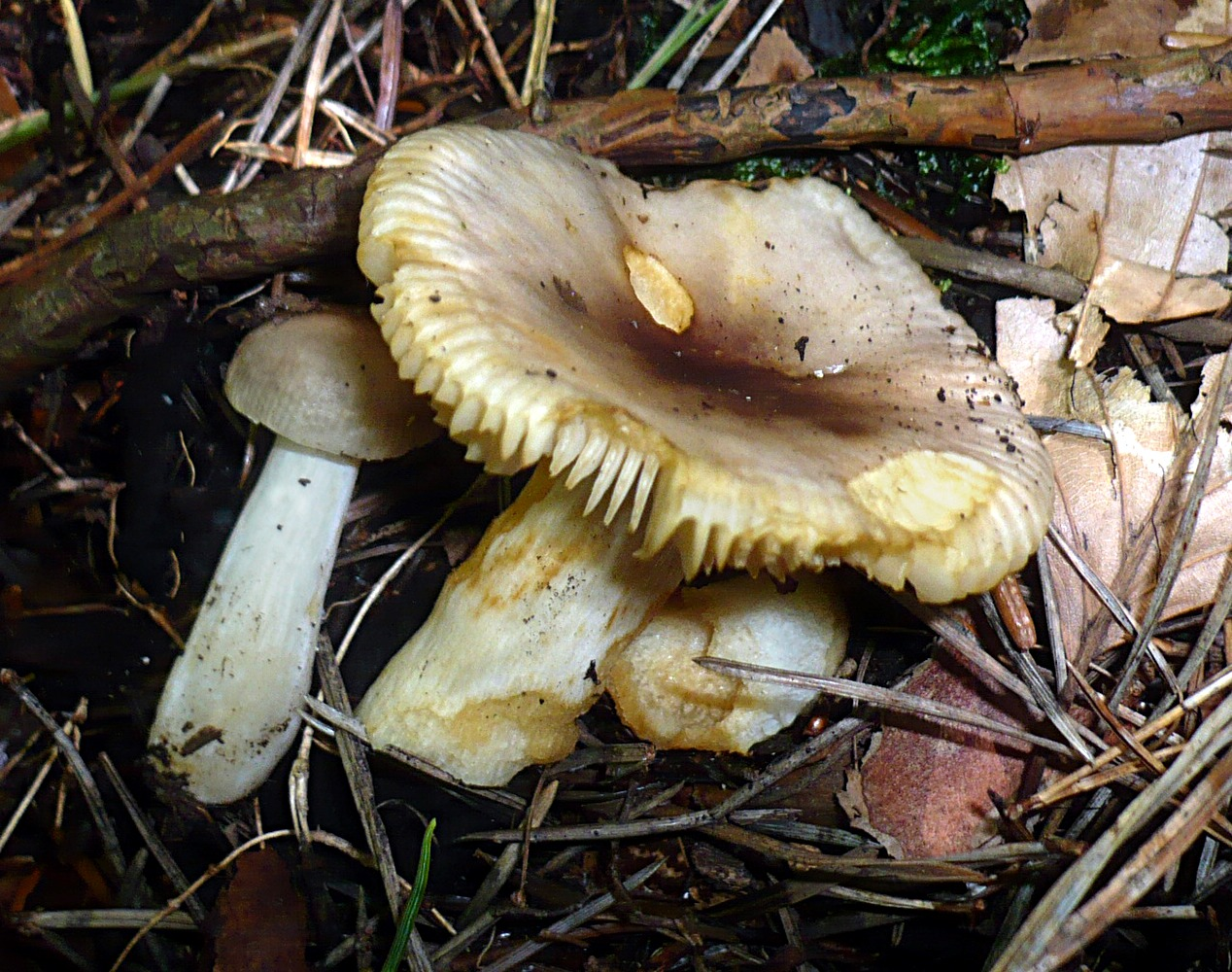
Russula puellaris
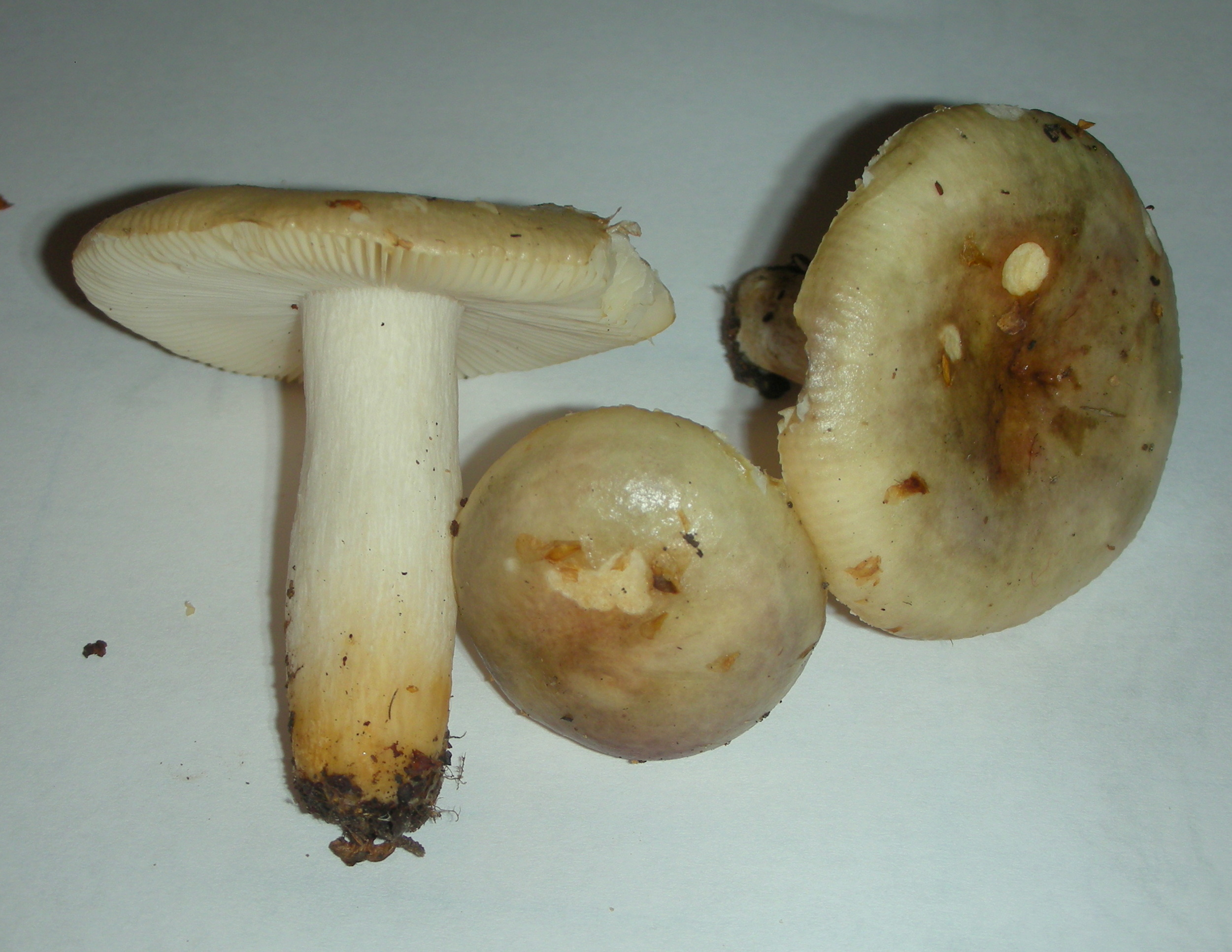
!Russula versicolor!
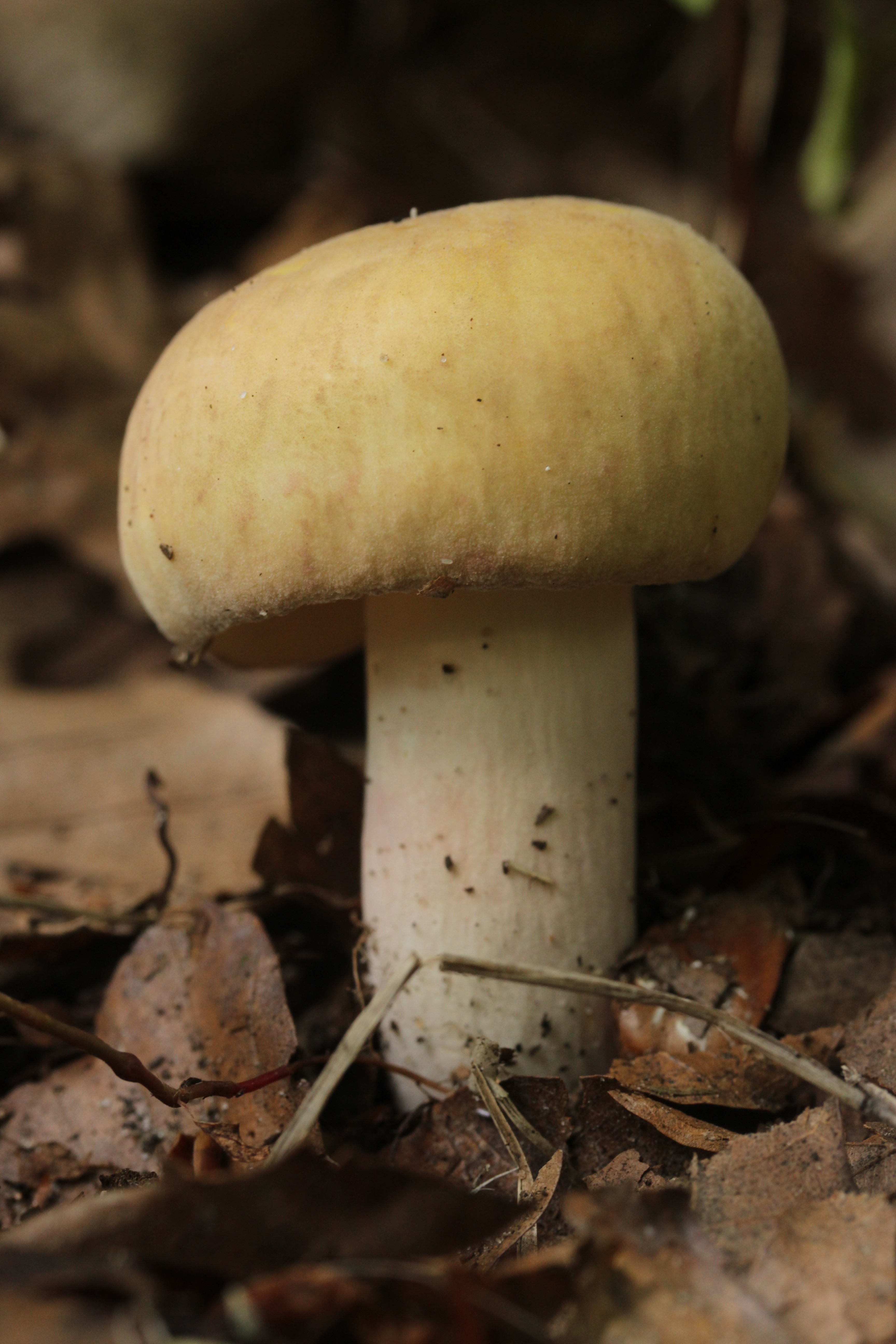
Russula violeipes
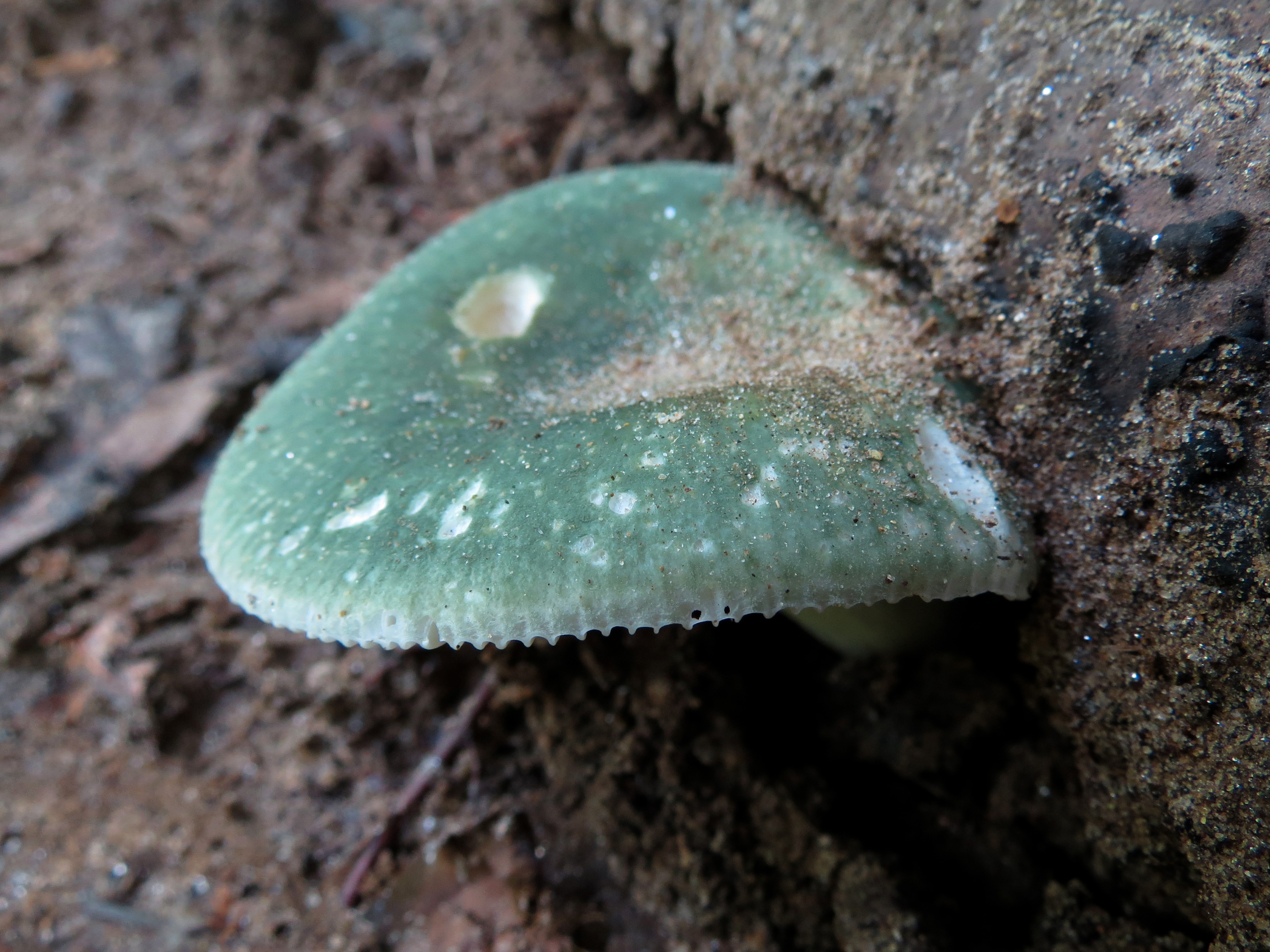
Russula virescens
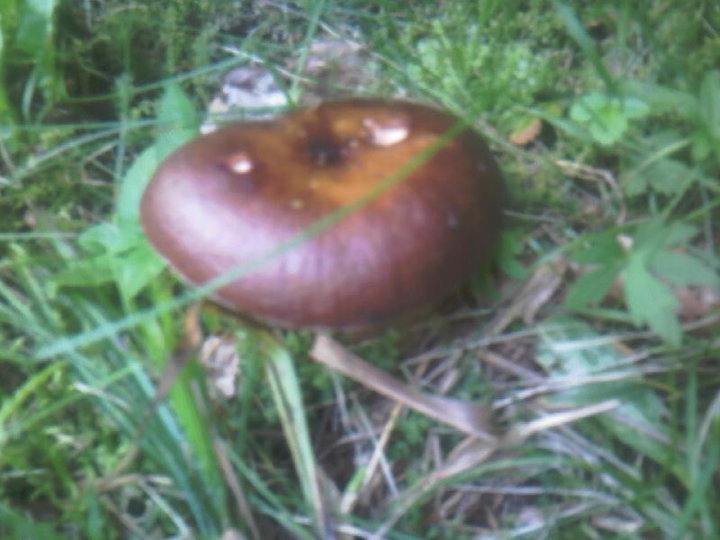
Russula xerampelina

## Valorificare
Galbina este, datorită cârnii foarte dense și compacte, pentru unii, o ciupercă excelentă pentru consum, pentru alții, din cauza lipsirii de miros, mai puțin. Ea poate fi ingerată cel mai bine tânără, tăiată fin și crudă într-o salată cu maioneză, hrean, verdețuri sau cu hrean și frișcă precum pe mod ardelean, friptă, cu cepe, boia ardei, smântână și pătrunjel tocat. Buretele poate fi pregătit de asemenea la grătar cu unt „à la maître d'hôtel”. Uscat, singur nu este de mare valoare, dar el poate fi amestecat cu alți bureți de pădure, mai departe se potrivește pentru conservarea în oțet sau ulei.